# Örträsks landskommun
Örträsks landskommun var en tidigare kommun i Västerbottens län. Centralort var Örträsk och kommunkod 1952-1970 var 2419.

## Administrativ historik
Örträsks landskommun bildades genom en utbrytning ur Lycksele landskommun år 1895. 
Kommunreformen 1952 påverkade inte indelningarna i området, då varken Västerbottens eller Norrbottens län berördes av reformen.
1968 överfördes från Lycksele landskommun och församling ett obebott område med en areal av 0,02 kvadratkilometer, varav allt land.
1 januari 1971 uppgick Örträsk i den nybildade Lycksele kommun.

### Kyrklig tillhörighet
I kyrkligt hänseende tillhörde kommunen Örträsks församling.

## Kommunvapen
Örträsks landskommun förde inte något vapen.

## Geografi
Örträsks landskommun omfattade den 1 januari 1952 en areal av 482,30 km², varav 467,40 km² land.

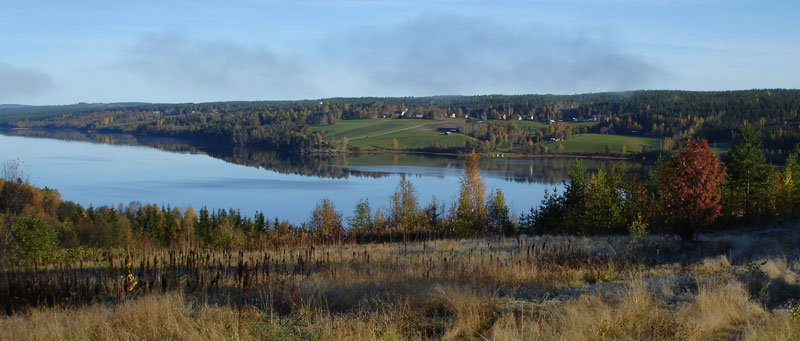
Vy över Örträsksjön och Östra Örträsk, den äldsta delen av Örträsk, kommunens centralort.

### Tätorter i kommunen 1960
I Örträsks kommun fanns tätorten Örträsk, som hade 380 invånare den 1 november 1960. Tätortsgraden i kommunen var då 30,8 procent.

## Politik

### Mandatfördelning i valen 1938-1966
| 8 | 4 | 1 | 2 |

| 14 |

| 7 | 8 |

| 13 |

| 7 | 8 |

| 15 |

| 7 | 8 |

| 15 |

| 8 | 7 |

| 15 |

| 7 | 8 |

| 14 |

| 7 | 8 |

| 14 |

| 7 | 7 | 1 |

| 13 |